# Elio Rinero
Pour les articles homonymes, voir Elio (homonymie) et Rinero.
Elio Rinero (né le 8 avril 1947 à Beinasco au Piémont) est un footballeur italien, qui évoluait au poste de milieu de terrain.

## Biographie
Après avoir fait son essor en Serie A à vingt ans avec le maillot de la Juventus (5 matchs lors du scudetto remporté de 1966-1967), il joue en seconde division italienne avec l'Hellas Vérone en prêt (saison 1967-1968) et la Lazio toujours en prêt (saison 1968-1969).
En 1969, il retourne à la Juventus, où il ne dispute qu'une seule rencontre de Serie A, pour ensuite être vendu au mercato d'automne au Genoa en Serie B, lors d'une saison où le club ligure coule pour la première fois de son histoire en Serie C. Rinero remonte ensuite en deuxième division en 1970-1971 avec la Reggina.
Rinero rejoint ensuite le SPAL de Paolo Mazza en Serie C pour une bonne première saison. Mais l'année suivante, il est vendu à la suite de l'arrivée de Mario Caciagli sur le banc des biancoazzurri.
Il passe alors à la Salernitana, avant de vivre les deux dernières expériences de sa carrière, à Alexandrie puis à Bari.
Au total durant sa carrière, il joue 6 matchs de Serie A et 104 matchs pour 4 buts en Serie B.

## Palmarès
| Juventus - Championnat d'Italie (1) : - Vainqueur : 1966-67. |  | Lazio - Championnat d'Italie D2 (1) : - Vainqueur : 1968-69. |  | SPAL - Championnat d'Italie D3 (1) : - Vainqueur : 1972-73. |